# Pindżur

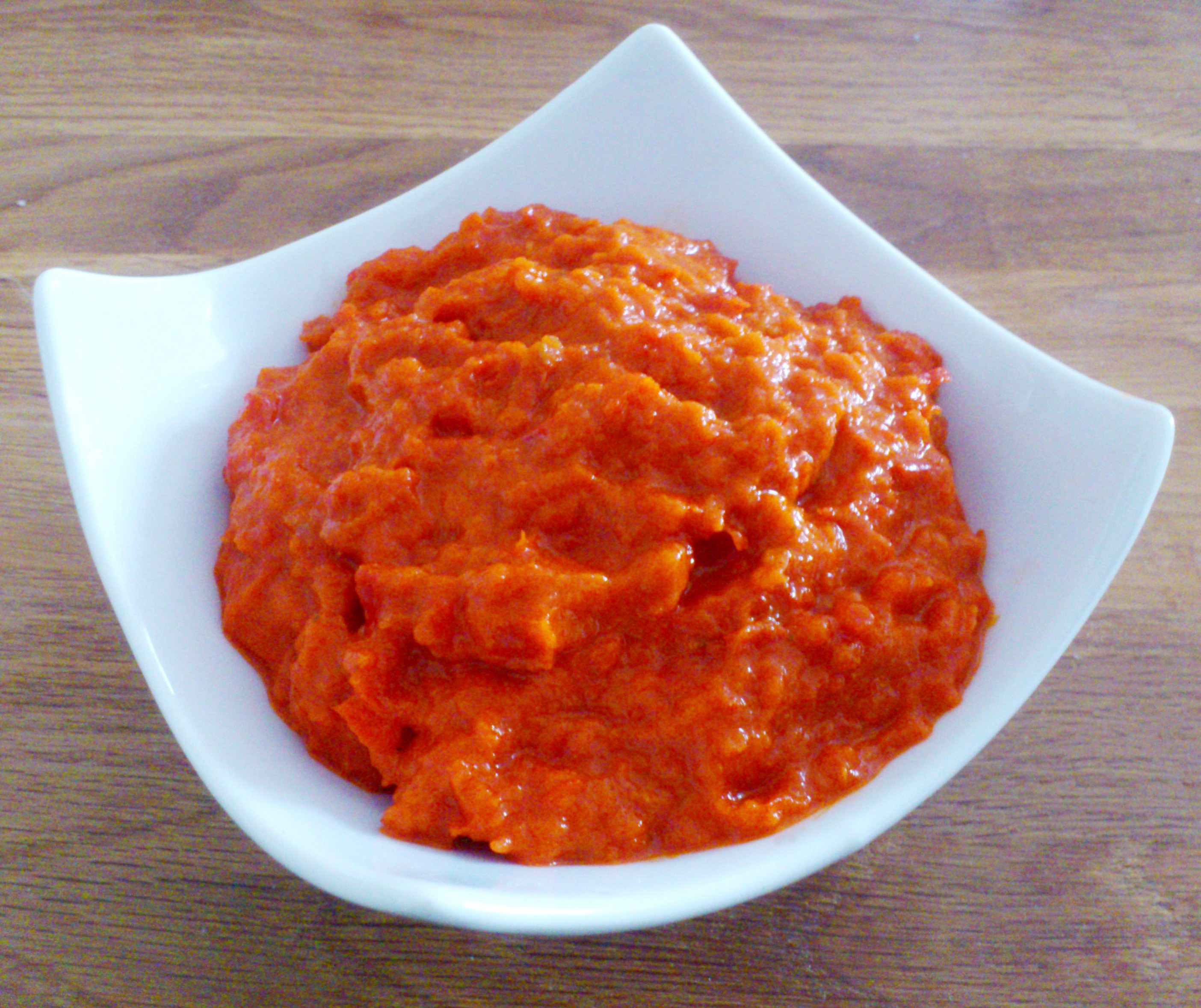

Pindżur, pindziur (maced. пинџур, serb. пинђур, bułg. пинджур) – rozpowszechniona w zachodniej części Bałkanów potrawa macedońska, łagodny sos z pieczonej papryki.
Zawiera nie mniej niż 60% papryki oraz bakłażany, pomidory, czosnek, olej słonecznikowy, cukier, sól i pietruszkę.